# NGC 5862
NGC 5862 (другие обозначения — ZWG 274.15, NPM1G +55.0221, PGC 53900) — галактика в созвездии Дракон.
Этот объект входит в число перечисленных в оригинальной редакции «Нового общего каталога».